# Kerstin Signe Danielsson
Kerstin Signe Danielsson (geboren 1983 in Växjö) ist eine Schriftstellerin.
Danielsson verbrachte ihre Kindheit in Småland. Mit 19 Jahren ging sie nach Hamburg und studierte Geschichte und Germanistik.
Sie lebt in Berg (Schweden). Zusammen mit Roman Voosen, mit dem sie seit dem Jahr 2013 verheiratet ist, schrieb Kerstin Signe Danielsson einige Kriminalromane.

## Bücher
- 2012: Später Frost, KiWi, ISBN 978-3-462-04449-2
- 2013: Rotwild, KiWi, ISBN 978-3-462-04548-2
- 2014: Aus eisiger Tiefe, KiWi, ISBN 978-3-462-04694-6
- 2016: Der unerbittliche Gegner, KiWi, ISBN 978-3-462-04938-1
- 2018: In stürmischer Nacht, KiWi, ISBN 978-3-462-04824-7
- 2018: Erzengel, KiWi, ISBN 978-3-462-05137-7
- 2019: Schneewittchensarg, KiWi, ISBN 978-3-462-05247-3
- 2020: Die Taten der Toten, KiWi, ISBN 978-3-462-05377-7
- 2021: Der rote Raum, KiWi, ISBN  978-3-462-00163-1
- 2022: Die Spur der Luchse, KiWi, ISBN  978-3-462-00290-4
- 2024: Tode, die wir sterben, KiWi, ISBN 978-3-462-00459-5